# الهجيليج
الهجيليج قرية تتبع ل ولاية الجزيرة بمحلية شرق الجزيرة ووحدتها الاداريه الهلالية وهي تابعه لمشروع الجنيد الذي يحتضن أكبر مصنع لانتاج السكر في مدينة الجنيد

## السكان والجغرافيا
يبلغ سكان قرية الهجيليج حوالي عشره الف نسمه
وينتمي سكان منطقة الهجيليج الي السدارنة التي تقطن وداكرت والنيب والطندب وسر الك ومقيعيره وكريعات

تتمتع الهجيليج كغيرها من القري من توفر شبكتي المياه والكهرباء بفضل قربها من محطة الجنيد التحويليه التي افتتحها نائب رئيس الجمهوريه الاستاذ علي عثمان محمد طه في يوم الاثنين 4-2-2013م

تتمدد الهجيليج علي مساحه 3كيلومتر مما جعلها متعدده الفرق ومن ضمن هذه الفرق على سبيل المثال لا الحصر هي:
- فريق النوبي ويلقب ب(فريق الصحابة) ويعتبر الأكبر والأكثر شهرة بالقرية
- فريق الحامداب
- فريق الصويلحاب
- فريق القمادين
- فريق العمارين
- فريق الجنداب
- فريق التايلاب
- فريق ابدقن
- فريق العيداب
- فريق السوطراب
- فريق البعاشيم
- الحلة الجديده وهو حي جديد مخطط بمساحات 600م و400م
- حي البان الجديد: لم يخطط ولم يوزع حتي الآن وتوجد عدة قضايا قائمة بتوزيعها حتى الان[5]

## الاقتصاد

### مصنع سكر الجنيد
يقع مصنع سكر الجنيد بولاية الجزيرة محافظة البطانة جنوب شرق الخرطوم على بعد 120 كلم، وهوجوار مدينة رفاعه على الضفة الشرقيه من النيل الأزرق بداية الإنشاء 1959م.
الطاقة القصوى للمصنع 60 ألف طن سكر في العام
ويعتبر المصنع مكان عمل الكثير من أهل القرية مهندسا ومفتشا زراعيا وسائقين وعمال ومزارعين وملاك لحواشات السكر

### الحرف
يمتهن معظم ان لم نقل كل سكان قرية الهجيليج مهنة زراعه قصب السكر بخلاف القلة البسيطه التي تعمل بالتجارة بالمدن القريبه من الهجيليج كمدينة تمبول ورفاعة

## الخدمات

### التعليم
تمتلك الهجيليج عدد اربعه مدارس اساسيه للبنين والبنات ومدرستين ثانويتين تستوعب طلاب القرية وبعض القري المجاورة كودقلوغه والجقوقاب ورياض أطفال وخلوه الشبخ بابكر لتحفيظ القران الكريم وتدريس السيره النبويه واصول الفقه

### الصحة
للهجيليج مركز صحي يكفي ل الاسعافات الاوليه وصيدلية صغيره تفي بالادويه كثيرة الاستعمال.
أعيان ورموز القرية وإسهاماتهم:
سنثرد هنا أبرز رموز القرية وأهم اسهاماتهم في تاريخ القرية سياسيا ورياضياً واقتصاديا واجتماعياً وتعليمياً وتنموياً :

### الرياضة
للهجيليج ناد رياضي ضمن منذ العام 2011 مقعده في منافسات لعبة كرة القدم بالاتحاد المحلي لكرة القدم ب مدينة الجنيد بالدرجة الثانية

### المساجد
ايمانا من أهل القرية وشبابها والخيرين بضروره المساجد في بناء الاخلاق والقيم وربطهم بدينهم فقد تاسست بالقرية اربعه مساجد منها المسجد العتيق (ويؤم المصلين فيه الشيخ بدوي محمد زين) ومسجد الرحمة وابوبكر الصديق بوسط القرية ومسجد رابع تحت الإنشاء.
أثر حرب الدعم السريع على القرية:
تأثرت قرية الهجيليج كباقي القري والمدن بحرب الدعم السريع ضد الجيش وضد السودانيين 
حيث نهبت معظم ممتلكات القرية من أموال وسيارات